# Јерусалимски сабор (1672)
Јерусалимски сабор је сазван у марту 1672. године. 
Јерусалимски патријарх Доситеј II сазвао је Сабор у Јерусалиму 1672. године, на коме су разматрана важна догматска питања и било осуђено догматско дело, приписивано цариградском и александријском патријарху Кирилу Лукарису.
Сврха Светог сабора је била да потврди, учврсти и најави православну исповест со исповедањем вере Петра Могила, што су прихватила четири источно православна патријарха на сабору у Јашију.
Сабор је својим одлукама имплицитно осудио учења, поступке и ставове Кирила Лукариса. 
На крају Сабора утврђено је Православног Исповедања Вере у 18 поглавља које су се временом утврдо као важан теолошки документ целе Православне Цркве
Током догађаја, велики везир Отоманског царства био је Фазил Ахмед-паша Ћурпилић.